# Ambasse bey
Ambasse bey o ambas-i-bay es un estilo de música folclórica y danza de Camerún. La música se toca utilizando instrumentos comúnmente disponibles, especialmente guitarra, la percusión se realiza utilizando palos y botellas. La música tiene un ritmo más rápido que el assiko del cual se originó, una forma más antigua de música folclórica de Camerún.
John Hall describió el ritmo indicando que era similar al de una escoba que se desplaza. Donde los bailarines mueven sus hombros asemejando las alas de las aves, la danza se compone de una secuencia de pasos fluidos y movimientos espasmódicos del cuerpo de acuerdo al ritmo de la música, que por lo general es la makossa. Para bailar esta danza, los bailarines deben estar vestidos con la vestimenta sawa tradicional.
El ambasse bey se originó en el grupo étnico Yabassi y ganó popularidad en Douala luego de la Segunda Guerra Mundial. Durante las décadas de 1950 y 1960 el estilo evolucionó en la provincia Litoral de Camerún. A mediados de la década de 1960, Eboa Lotin tocaba un estilo de ambasse bey con armónica y guitarra que era la forma inicial de makossa, un estilo que rápidamente opacó a su predecesor y se convirtió en el estilo de música folclórica más as popular de Camerún. El ambasse bey fue revivido en parte por el cantante camerunés Sallé John.